# H-index

De h-index kan worden afgelezen uit een afnemende grafiek van het aantal citaties per publicatie. Het snijpunt van de dalende grafiek met de lijn y = x geeft de h-index. De eerste h publicaties zijn ten minste h maal aangehaald in publicaties van anderen.

De Hirsch-index of h-index is een vakafhankelijke citatie-index die de "carrière-impact" van de publicaties van een wetenschappelijk onderzoeker meet. Ook andere toepassingen zijn echter mogelijk. De h-index werd in augustus 2005 gedefinieerd door de fysicus Jorge E. Hirsch in het wetenschappelijke tijdschrift PNAS.
Hirsch definieerde de h-index als volgt:
Een wetenschappelijk onderzoeker heeft index h als h van zijn of haar in totaal N publicaties ten minste h maal geciteerd zijn in andere publicaties, en de andere (N-h) publicaties niet meer dan h maal geciteerd zijn.
Volgens Hirsch geeft deze index een meer realistisch beeld van de wetenschappelijke impact van iemands publicaties dan andere cijfers zoals het totaalaantal publicaties (zegt niets over het belang of de impact (effect) ervan), het totaalaantal citaten (kan beïnvloed worden door een klein aantal veelgeciteerde artikels, zoals overzichtsartikels [reviews]), of het aantal citaten per artikel (bijvoorbeeld "luie" auteurs die weinig publiceren).
Hirsch bedoelde zijn index in de eerste plaats voor gebruik in de theoretische natuurkunde, maar hij vond dat ze ook op andere vakgebieden bruikbaar zou kunnen zijn.
De h-index kan bepaald worden door de artikelen van een auteur te rangschikken volgens het aantal citaten per artikel. Deze gegevens kunnen verkregen worden bij bijvoorbeeld het Web of Science, een online commerciële databank van wetenschappelijke referenties die werd ontwikkeld door het Institute for Scientific Information (ISI) en nu onderdeel is van Thomson Reuters. Als de artikelen een volgnummer krijgen volgens hun dalend aantal citaten is de h-index het aantal artikelen waarvan het aantal citaten groter is dan hun volgnummer.

## Voorbeeld
Een auteur publiceerde 7 artikelen en rangschikt deze op volgorde van het aantal keer dat ze werden aangehaald.
| Rangnummer artikel | Aantal verkregen aanhalingen |
| ------------------ | ---------------------------- |
| 1                  | 20                           |
| 2                  | 13                           |
| 3                  | 7                            |
| 4                  | 5                            |
| 5                  | 3                            |
| 6                  | 3                            |
| 7                  | 1                            |

Er zijn dus vier artikelen (nummers 1 tot en met 4) met ten minste (hier meer dan) 4 aanhalingen en drie (= zeven - vier) artikelen met minder dan vier aanhalingen, dus h = 4.
Degene met de hoogste h-index onder de natuurkundigen (110) is Edward Witten. Een ander voorbeeld is een van de ontvangers van de Nobelprijs voor Scheikunde van 2016, Ben Feringa, met een h-index van 107.